# 読書メーター
読書メーター（どくしょメーター）は、ブックウォーカーが運営する日本最大級の読書コミュニティサイト。

## 概要
2008年5月、トリスタによりサービス開始。2014年9月26日、ドワンゴがトリスタの全株式を17億円で取得、完全子会社化。
2017年10月からは経営体制が一新され、ニコニコ静画を中心とした出版関連のITサービスを運営する。その後、2018年4月1日には株式会社ブックウォーカーが全株式を譲受し、子会社化。2021年10月1日、トリスタの株式会社ブックウォーカーへの吸収合併に伴い株式会社ブックウォーカーの運営に変更。

## 特徴
自分の読書量を記録し、グラフ形式で確認することが出来る。レビューの最大文字数は255文字と短く、気軽にレビューを投稿出来る様に工夫されている。「相性機能」では、自分の読んだ本の情報を元に他のユーザーとの相性度とそのユーザーが最近読んだ本を知ることができる。「共読機能」では、自分がこれまで読んだことのある本の他の人の感想を簡単に知ることが出来る。読んだ本、読みたい本のランキングも見ることができる。

「読んだ本」はウェブ上で本棚に登録することができる。
「つぶやき機能」もあり、それぞれ挨拶や状況などを個々に投稿しているが画像掲載は可能だが動画掲載はできなくなっている。
ブックウォーカーの子会社化後、電子書籍ストア「BOOK☆WALKER」との連携機能が実装された、試し読み機能が読書メーター内で可能になり、「BOOK☆WALKER」では読書メーターの感想やレビューを参照出来る様になった。